# Redwall
Redwall è un romanzo di Brian Jacques pubblicato in Inghilterra nel 1986.
Destinato in origine esclusivamente a ragazzi non vedenti, ebbe un grosso successo sia di pubblico che di critica, il che spinse l'autore a dar origine ad un'intera serie basata sul tema che conta ventidue romanzi (dei quali dodici editi in Italia) con illustrazioni di Gary Chalk. In Italia è stato edito per la prima volta nel 1993 da Arnoldo Mondadori Editore con il titolo "L'eroe di Redwall". È stato ristampato successivamente in due nuove edizioni nella categoria "Juniores Fantasy" nel 1997 e 1998.

## Trama
Nella fantastica contea di Fiormuschiato, sorge un'abbazia eretta in tempi antichi dal topo guerriero Martino, e abitata da un ordine di topolini di campagna dediti alla carità e alla fratellanza con tutte le creature del bosco. Un giorno la felice abbazia viene presa d'assalto dal violento ratto Cluny e dalla sua schiera. Spetterà al novizio Pietro, che sogna di diventare come Martino, andare in cerca della magica spada appartenuta al famoso guerriero e salvare le sorti dell'abbazia.